# Levantamento de peso nos Jogos Pan-Americanos de 2015 - Até 85 kg masculino
A categoria até 85 kg masculino do levantamento de peso nos Jogos Pan-Americanos de 2015 foi disputada em 13 de julho  no Centro Esportivo Oshawa, em Oshawa. 

## Calendário
Horário local (UTC-4).
| Data        | Horário | Fase  |
| ----------- | ------- | ----- |
| 13 de julho | 19:00   | Final |

## Medalhistas
| Ouro   | CUB Yoelmis Hernández |
| Prata  | CUB Yadier Nuñez      |
| Bronze | COL Juan Ruiz Morelos |

## Recordes
Recordes mundial e pan-americano antes da disputa dos Jogos Pan-Americanos de 2015.
| Recorde mundial       | Arranque  | BLR Andrei Ribakov    | 187 kg | Chiang Mai, Tailândia  | 22 de setembro de 2007 |
| Recorde mundial       | Arremesso | CHN Zhang Yong        | 218 kg | Ramat Gan, Israel      | 25 de abril de 1998    |
| Recorde mundial       | Total     | BLR Andrei Ribakov    | 394 kg | Pequim, China          | 15 de agosto de 2008   |
| Recorde Pan-Americano | Arranque  | COL Álvaro Velasco    | 162 kg | Winnipeg, Canadá       | 13 de agosto de 1999   |
| Recorde Pan-Americano | Arremesso | COL Carlos Andica     | 205 kg | Guadalajara, México    | 25 de outubro de 2011  |
| Recorde Pan-Americano | Total     | CUB Jadier Valladares | 363 kg | Rio de Janeiro, Brasil | 16 de julho de 2007    |

## Resultado
| Pos.              | Halterofilista    | Nacionalidade | Grupo | Peso Atleta (kg) | Arranque (kg) | Arremesso (kg) | Total (Kg) |
| ----------------- | ----------------- | ------------- | ----- | ---------------- | ------------- | -------------- | ---------- |
| Medalha de ouro   | Yoelmis Hernández | CUB Cuba      | A     | 84.48            | 164           | 206            | 370        |
| Medalha de prata  | Yadier Nuñez      | CUB Cuba      | A     | 83.86            | 163           | 201            | 364        |
| Medalha de bronze | Juan Ruiz Morelos | COL Colômbia  | A     | 84.34            | 157           | 190            | 347        |
| 4                 | Pascal Plamondon  | CAN Canadá    | A     | 84.70            | 157           | 186            | 343        |
| 5                 | Renson Balza      | VEN Venezuela | A     | 83.96            | 157           | 185            | 342        |
| 6                 | Boady Santavy     | CAN Canadá    | A     | 84.35            | 146           | 176            | 322        |

Legenda
| Recorde mundial                  | Recorde mundial (World record)               |                       | Recorde africano                      | Recorde africano (African) |                                           | Q | Classificado por posição (Qualified) |
| Recorde dos Jogos Pan-Americanos | Recorde pan-americano (Pan-American record)  | Recorde da América    | Recorde da América (Americas)         | q                          | Classificado por melhor tempo (Qualified) |   |                                      |
| Melhor marca do ano              | Melhor marca do ano (World leading)          | Recorde asiático      | Recorde asiático (Asian)              | DNS                        | Não largou (Did not start)                |   |                                      |
| Recorde nacional                 | Recorde nacional (National record)           | Recorde europeu       | Recorde europeu (European)            | DNF                        | Não terminou (Did not finish)             |   |                                      |
| Recorde pessoal                  | Recorde pessoal do atleta (Personal best)    | Recorde da Oceania    | Recorde da Oceania (Oceania)          | DSQ / DQ                   | Desclassificado (Disqualified)            |   |                                      |
| Recorde da temporada             | Recorde da temporada do atleta (Season best) | Recorde sul-americano | Recorde sul-americano (South America) | NM                         | Sem marca (No mark)                       |   |                                      |